# 陳怡蓉
陳怡蓉（1979年3月13日—），台灣知名女演員。出道時因外貌清麗而有「台灣常盤貴子」的稱號。2001年因參加綜藝節目《我猜我猜我猜猜猜》進入演藝圈，隨後主演偶像劇《薰衣草》一舉成名，並在多部偶像劇中擔任第一女主角，是台灣偶像劇發展初期具有代表性的女演員之一。其後積極進軍中國大陆，在台灣、中國大陆均有豐富的演出經驗。2009年憑藉電視劇《光陰的故事》入圍第44屆電視金鐘獎戲劇節目女主角獎，迎來演藝事業的第二個高峰。現活躍於台灣及中國大陆電視、電影圈。

## 簡介

### 家庭背景
陳怡蓉在台灣高雄市出生，是家中的長女，家庭成員有父母與妹妹。就讀於高雄市立前金國民中學、高雄市立小港高級中學。1998年入學輔仁大學織品服裝學系，是藝人李沛旭的同班同學。2002年以織品服裝學系織品設計組學士身份畢業。

### 演藝生涯
2001年初，在讀大三的陳怡蓉陪朋友參加綜藝節目《我猜我猜我猜猜猜》的「尋找周杰倫MTV女主角」甄選活動，原本只是抱著好玩的心態的她，卻意外在甄選中獲得優勝，同時被在場嘉賓何潤東發掘，在演出了周杰倫的音樂錄影帶《龍捲風》後，簽約何潤東當時所屬的經紀公司多利安事務所，繼而正式入行。出道後的首部戲劇作品是赴香港客串演出的電視劇《我心不死》。同年12月，陳怡蓉因主演台視、三立偶像劇《薰衣草》迅速打開知名度，在之後的兩年內連續主演了數部愛情題材偶像劇，是台灣偶像劇發展初期具有代表性的女演員之一。
2003年下半年起，陳怡蓉正式把工作重心轉往中國大陸，短短一年半內就接演了7部電視劇，累積許多經驗及實力。另外，因經紀公司積極發展海外事業，以及《薰衣草》、《雪地裡の星星》和《天下第一》等由其擔任第一女主角的作品成功外銷海外市場，所以陳怡蓉在全亞洲也擁有广泛的知名度。
2006年，陳怡蓉推出闊別台灣偶像劇已久的作品《天堂來的孩子》，深受觀眾好評，同時與該劇男主角李威傳出緋聞，事業和感情生活都備受關注。同年更首次挑戰主演八點檔長篇連續劇《寶島少女成功記》，不過反應不佳。在結束了《寶》劇的拍攝後，陳怡蓉突然覺得失去了對演戲的熱情，再加上出道多年一直忙於拍戲從未休息，身心都已十分疲憊，所以決定拍完電影《凶魅》後就暫退演藝圈，短時間遊學日本。但遊學日本歸來後，她又遭遇了新戲停拍、經紀約到期等問題，因此長達一年的時間沒有推出任何新作品，相當於退出演藝圈一年。
2008年，陳怡蓉不再與經紀公司多利安續約，結束近7年的合作關係。同年7月復出，並於9月正式復出接演中視八點檔《光陰的故事》，該劇不僅打破台灣八點檔長期被台語連續劇壟斷的局面，更因其飾演的女主角孫一美的傻妹形象深植人心，而入圍2009年第44屆電視金鐘獎戲劇節目女主角獎，演出備受認同，迎來演藝生涯的第二個高峰。從此再度活躍於台灣、中國大陸兩岸之電視、電影圈。
2011年，陳怡蓉首次涉足編劇界，與編劇林其樂合作完成第一部作品《狗狗纏》，並憑藉該作品榮獲「100年度徵選優良電影劇本」佳作劇本獎。

### 个人生活
2007年陈怡蓉和李威交往，2008年分手。2014年与整形医生薛博仁交往，于2016年9月26日在泰国清迈举行婚礼。

## 演出作品

### 電視劇
| 年份 | 頻道                                  | 劇名                   | 角色              | 性質     |
| 2001 | 台視、三立都會台                      | 《薰衣草》             | 梁以薰            | 女主角   |
| 2002 | 中視                                  | 《雪地裡の星星》       | 陳怡蓉            | 女主角   |
| 2003 | 華視 南方電視台影視頻道               | 《四大名捕》           | 花代珍            |          |
| 2003 | 有線娛樂台                            | 《我心不死》           | 唐紹蕙            | 客串     |
| 2003 | 八大綜合台                            | 《又見橘花香》         | 向海薇            | 女主角   |
| 2003 | 華視                                  | 《星願》               | 夏子星            | 女主角   |
| 2003 | 中視、東森戲劇台                      | 《原味の夏天》         | 嘉蔚              | 特別演出 |
| 2004 | 四川電視台婦女兒童頻道 高點電視台     | 《書劍情俠柳三變》     | 野利旺娜          |          |
| 2004 | 中視 天津電視台文化娛樂頻道           | 《風雲II七武器》       | 紫凝              |          |
| 2005 | 深圳電視台電視劇頻道 華視、八大第一台 | 《天下第一》           | 雲蘿郡主          |          |
| 2005 | 重慶電視台影視頻道 寰宇綜合台         | 《御前四寶》           | 南宮紫霖          |          |
| 2005 | 東森戲劇台                            | 《》                   | 丁霓              | 特別演出 |
| 2005 | 廣西電視台文體頻道 高點電視台         | 《中華小當家》         |                   | 客串     |
| 2005 | 中央電視台電視劇頻道 中視             | 《天下第一棧 金茂祥》  | 楊丹萍            |          |
| 2006 | 南方電視台影視頻道 無綫劇集台         | 《遊劍江湖》           | 林無雙            |          |
| 2006 | 寧波電視台社會生活頻道                | 《老鼠愛大米》         | 蘇曉君            | 女主角   |
| 2006 | 華視、東森戲劇台                      | 《天堂來的孩子》       | 何海韻            | 女主角   |
| 2006 | 華視                                  | 《寶島少女成功記》     | 林柏英            | 女主角   |
| 2007 | 華視 中央電視台綜合頻道               | 《愛情新呼吸》         | 林靜惠            | 女主角   |
| 2008 | 中視                                  | 《光陰的故事》         | 孫一美            | 女主角   |
| 2008 | 緯來電影台                            | 《鬼情書》（電視電影） | 莫筱雯            | 女主角   |
| 2010 | 台視、三立都會台                      | 《第2回合我愛你》      | 陳妙如            | 女主角   |
| 2010 | 上海電視台電視劇頻道 中視             | 《美人心計》           | 李美人            | 友情演出 |
| 2011 | 南方電視台影視頻道 八大第一台         | 《畫皮》               | 陳佩蓉            | 女主角   |
| 2012 | 台視、三立都會台、東森戲劇台          | 《向前走向愛走》       | 曾愛行            |          |
| 2012 | 深圳衛視、安徽衛視 中視               | 《愛啊哎呀，我願意》   | 秦璦亞            | 女主角   |
| 2012 | 江蘇電視台城市頻道                    | 《南國有佳人》         | 陳佳琳            | 女主角   |
| 2012 | 台視、八大綜合台                      | 《罪美麗》             | 祖賢              | 特別演出 |
| 2013 | 中央電視台風雲劇場                    | 《愛上天使》           | 安琪              | 女主角   |
| 2013 | 台視、衛視中文台                      | 《遇見幸福300天》      | 陳雅婷            | 女主角   |
| 2013 | 中視、TVBS歡樂台                      | 《飛越·龍門客棧》      | 金湘玉            | 女主角   |
| 2013 | 山東電視台影視頻道 高清翡翠台、翡翠台 | 《紫釵奇緣》           | 盧靖瀾 (長安郡主) |          |
| 2014 | 中視HD台                              | 《7個朋友》            | 楊敏敏            | 特別演出 |
| 2014 | 中央電視台電視劇頻道                  | 《永志我愛》           | 蘇家怡            | 女主角   |
| 2015 | 台視、TVBS歡樂台                      | 《哇！陳怡君》         | 陳怡君            | 女主角   |
| 2016 | 公共電視                              | 《滾石愛情故事-成全》  | 維多/蔡秀珍       | 女主角   |
| 2018 | TVBS歡樂台                            | 《翻牆的記憶》         | 林美華            | 主演     |
| 2018 | 民視、公共電視                        | 《雙城故事》           | 李念念            | 女主角   |

### 其他劇集
| 年份 | 類型     | 劇名           | 角色   | 性質     |
| 2005 | 3G手機劇 | 《天使我愛你》 | 小悅   | 女主角   |
| 2008 | 地鐵劇   | 《背著妳跳舞》 | 毛桂香 | 特別演出 |

### 電影
| 首映日期   | 片名                               | 角色   | 性質     |
| 2008/11/07 | 《凶魅》                           | 鍾麗心 |          |
| 2008/12/14 | 《鬼情書》                         | 莫筱雯 | 女主角   |
| 2009/02/26 | 《愛到底》之【方文山－華山 24`】篇 | 鴨子   | 友情演出 |
| 2010/10/29 | 《背著妳跳舞》                     | 毛桂香 | 特別演出 |
| 2012/01/27 | 《寶島大爆走》                     | 梅姊   | 女主角   |
| 2015/06/05 | 《愛琳娜》                         | 陳愛琳 | 女主角   |

### MV
| 年份 | 歌手   | 曲名                   | 專輯                       |
| 2001 | 周杰倫 | 《龍捲風》             | 《Jay》                    |
| 2002 | 游鴻明 | 《愛我的人和我愛的人》 | 《戀上游鴻明》             |
| 2002 | 游鴻明 | 《愛我》               | 《戀上游鴻明》             |
| 2006 | 弦子   | 《沿海地帶》           | 《首張同名專輯》           |
| 2006 | 李威   | 《黑夜明天》           | 《天堂來的孩子電視原聲帶》 |
| 2009 | 蕭敬騰 | 《善男信女》           | 《王妃》                   |
| 2013 | 光良   | 《回憶裡的瘋狂》       | 《回憶裡的瘋狂》           |

## 主持
| 首播日期                | 播出頻道         | 名稱                   | 備註     |
| ----------------------- | ---------------- | ---------------------- | -------- |
| 2002/02/14              | 中視、中京電視台 | 《日本溫泉祕境大追擊》 |          |
| 2009/02/06 - 2009/03/20 | 中視             | 《超級星光大道4》      | 代班主持 |
| 2009/03/22 - 2009/12/13 | 中視、中天娛樂台 | 《週日大精彩》         |          |
| 2009/04/23              | 中視             | 《中視夜線新聞》       | 客串主播 |
| 2011/09/11、2011/09/18  | 華視             | 《WOMAN愛旅行》        |          |
| 2012/07/06、2012/07/09  | 中天綜合台       | 《大學生了沒》         | 代班主持 |

## 音樂作品
- 2002年：《摘星》（與何潤東合唱）—收錄於專輯《雪地裡の星星電視原聲帶》
- 2003年：《親愛的朋友》（與多利安群星合唱）—收錄於單曲《親愛的朋友》[18]

## 入圍及獲獎紀錄

### 電視金鐘獎
| 年份   | 獲提名         | 獎項             | 結果 |
| ------ | -------------- | ---------------- | ---- |
| 2009年 | 《光陰的故事》 | 戲劇節目女主角獎 | 提名 |

### 優良電影劇本
| 年份   | 獲提名     | 獎項       | 結果 |
| ------ | ---------- | ---------- | ---- |
| 2011年 | 《狗狗纏》 | 佳作劇本獎 | 獲獎 |

## 外部連結
- 陳怡蓉的官方FB的Facebook專頁
- 陳怡蓉的新浪微博
- 陳怡蓉的新浪博客
- 陳怡蓉在互联网电影资料库（IMDb）上的資料（英文）
- 陳怡蓉在香港影庫上的簡介